# Döman
Döman är ett naturreservat i Piteå kommun i Norrbottens län.
Området är naturskyddat sedan 1997 och är 0,8 kvadratkilometer stort. Reservatet omfattar öarna Döman och Gråsjälen i Bursfjärden i Bottenviken. Öarna består av grus, klapperstenar, enbuskar, låga lövträd och klena granar och tallar.